# 흥교사

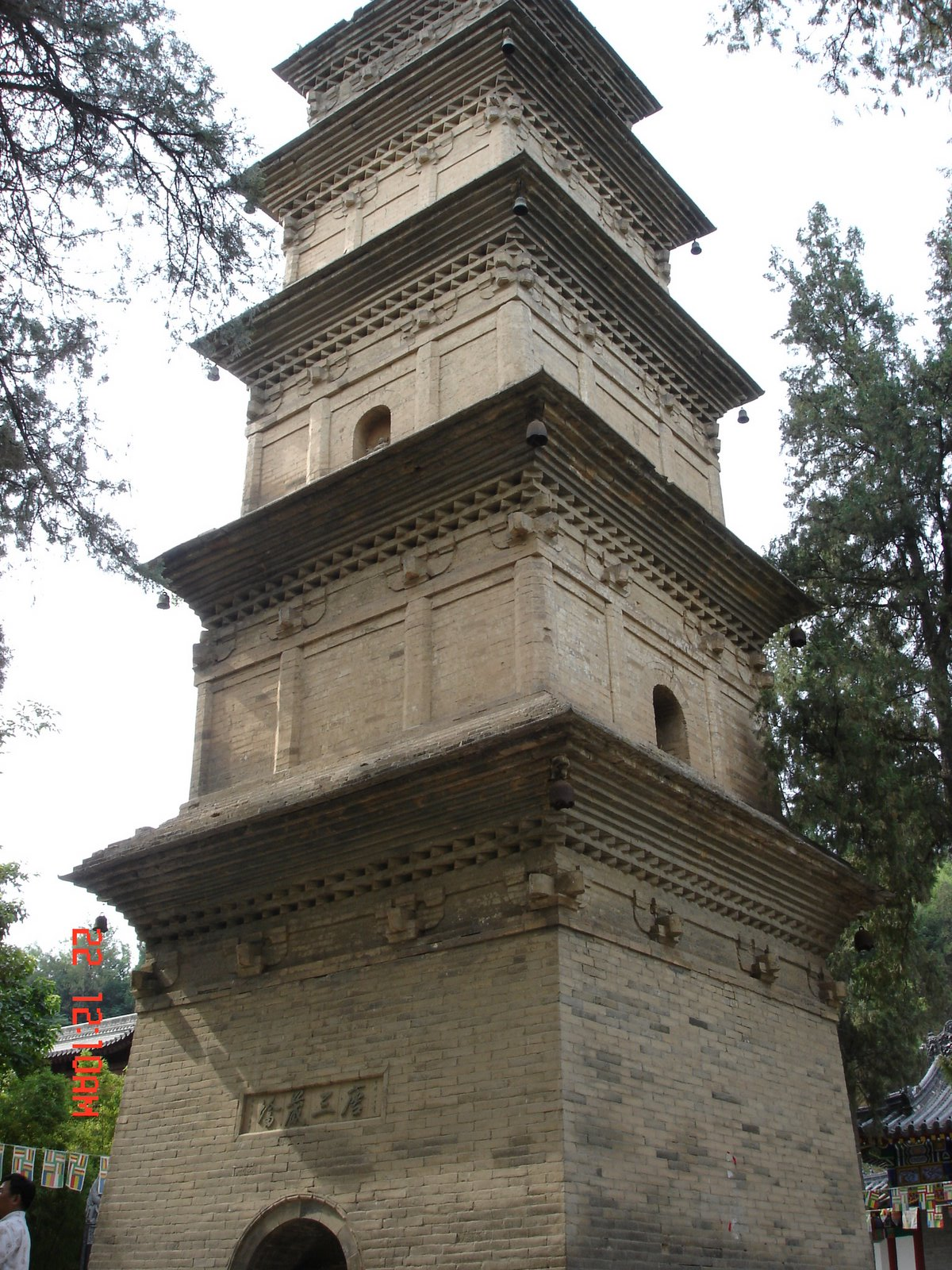

흥교사(興敎寺)
는 현재 중국 산시성 시안시(西安)에 위치한 고찰이다. 현장 법사의 사리탑이 있는 것으로 유명하다. 당나라시대 전후해서부터 유서가 깊으며 바로 약 10km 남쪽향에 유명한 중난산(終南山)이 위치해 있다.

## 신라의 고승
신라의 승려인 원측의 일부 사리탑묘가 남아 있으며 탑묘 안에 초상이 새겨져 있다. 후대에 송복(宋復)이 지은 대주서명사고대덕원측법사불사리탑명(大周西明寺故大德圓測法師佛舍利塔銘)이 있다.

## 같이 보기
- 자장
- 의상
- 지상사